# Miriam Butkereit
Miriam Butkereit, född 8 maj 1994, är en tysk judoutövare.

## Karriär
Vid olympiska sommarspelen 2024 i Paris tog Butkereit silver i 70 kg-klassen efter en finalförlust mot kroatiska Barbara Matić.